# Cyclotelus achaetus
Cyclotelus achaetus är en tvåvingeart som först beskrevs av Malloch 1932.  Cyclotelus achaetus ingår i släktet Cyclotelus och familjen stilettflugor.
Artens utbredningsområde är Uruguay. Inga underarter finns listade i Catalogue of Life.